# Bet Shankhodhār
Bet Shankhodhār är en ö i Indien.   Den ligger i delstaten Gujarat, i den västra delen av landet, 1 100 km sydväst om huvudstaden New Delhi. Arean är 9,8 kvadratkilometer.
Terrängen på Bet Shankhodhār är mycket platt. Öns högsta punkt är 17 meter över havet. Den sträcker sig 6,3 kilometer i nord-sydlig riktning, och 6,8 kilometer i öst-västlig riktning.